# Lista de membros da Academia Nacional de Ciências dos Estados Unidos (ciências da computação e informação)
Esta lista é uma subseção da lista de membros da Academia Nacional de Ciências dos Estados Unidos, que inclui aproximadamente 2000 membros e 350 associados estrangeiros da Academia Nacional de Ciências dos Estados Unidos, cada um dos quais sendo afiliado a uma das 31 seções disciplinares. São dados o nome, instituição primária e ano da seleção. Esta lista não inclui membros falecidos.

## Ciências da computação e informação
| Leonard Adleman        | Universidade do Sul da Califórnia                | 2006 |
| Bishnu Atal            | AT&T Labs                                        | 1993 |
| Charles Henry Bennett  | IBM                                              | 1997 |
| Elwyn Berlekamp        | Universidade da Califórnia em Berkeley           | 1999 |
| Manuel Blum            | Universidade Carnegie Mellon                     | 2002 |
| Lewis M. Branscomb     | Universidade Harvard                             | 1970 |
| Fred Brooks            | Universidade da Carolina do Norte em Chapel Hill | 2001 |
| Stephen Cook           | Universidade de Toronto                          | 1985 |
| Edward David           | EED, Inc.                                        | 1970 |
| Robert Fano            | Instituto de Tecnologia de Massachusetts         | 1978 |
| James Flanagan         | Universidade Rutgers                             | 1983 |
| G. David Forney        | Motorola                                         | 2003 |
| Robert Gray Gallager   | Instituto de Tecnologia de Massachusetts         | 1992 |
| Shafrira Goldwasser    | Instituto de Tecnologia de Massachusetts         | 2004 |
| Solomon W. Golomb      | Universidade do Sul da Califórnia                | 2003 |
| Robert Griffiths       | Universidade Carnegie Mellon                     | 1987 |
| John LeRoy Hennessy    | Universidade Stanford                            | 2002 |
| Thomas Kailath         | Universidade Stanford                            | 2000 |
| Richard Karp           | International Computer Science Institute         | 1980 |
| Donald Knuth           | Universidade Stanford                            | 1975 |
| John McCarthy          | Universidade Stanford                            | 1989 |
| William H. Press       | Universidade do Texas em Austin                  | 1994 |
| Michael Rabin          | Universidade Harvard                             | 1984 |
| Lawrence Rabiner       | Universidade Rutgers                             | 1990 |
| Ronald Rivest          | Instituto de Tecnologia de Massachusetts         | 2004 |
| Dana Scott             | Universidade Carnegie Mellon                     | 1988 |
| Peter Shor             | Instituto de Tecnologia de Massachusetts         | 2002 |
| Ivan Sutherland        | Sun Microsystems                                 | 1978 |
| Robert Tarjan          | Universidade de Princeton                        | 1987 |
| Ken Thompson           | Bell Labs                                        | 1985 |
| Leslie Valiant         | Universidade Harvard                             | 2001 |
| Andrew Viterbi         | Viterbi Group, LLC                               | 1996 |
| Maurice Vincent Wilkes | Universidade de Cambridge                        | 1980 |
| Shmuel Winograd        | IBM                                              | 1978 |
| Andrew Chi-Chih Yao    | Universidade Tsinghua                            | 1998 |
| Jacob Ziv              | Technion                                         | 2004 |